# William Hauber
William Hauber (Brownsville, 20 de maio de 1891 — Califórnia, 17 de julho de 1929) foi um ator norte-americano. Ele apareceu em 66 filmes entre 1913 e 1928.
Ele nasceu em Brownsville, Minnesota, e morreu na Califórnia, em um acidente de avião no escotismo aéreo durante a produção do filme The Aviator, em 1929.

## Filmografia selecionada
- Kid Speed (1924)
- Her Boy Friend (1924)
- Trouble Brewing (1924)
- Love, Loot and Crash (1915)
- Mabel at the Wheel (1914)
- A Flirt's Mistake (1914)
- Fatty's Flirtation (1913)
- Barney Oldfield's Race for a Life (1913)